# Monique Pinçon-Charlot
Monique Pinçon-Charlot  (n. 15 mai 1946, Saint-Étienne, Franța) este o sociologă franceză, director de cercetare la Centrul Național Francez de Cercetări Științifice până în 2007, anul pensionării sale, atașată la Institutul de cercetare asupra societăților contemporane (L'Institut de recherche sur les sociétés contemporaines, IRESCO).
Ea lucrează în general în colaborare cu soțul său, Michel Pinçon, de asemenea sociolog; ei au scris împreună majoritatea lucrărilor lor. Acestea tratează închiderea din cadrul claselor superioare ale societății, prin teme precum homogamia sau normele sociale.

## Lucrări

### Cu diverși autori
- Introduction à l'étude de la planification urbaine en région parisienne (avec Edmond Preteceille), Paris : Centre de sociologie urbaine, 1973.
- Les Conditions d'exploitation de la force de travail (avec Michel Freyssenet et François Imbert), Paris : Centre de sociologie urbaine, 1975.
- Les Modalités de reproduction de la force de travail (avec Michel Freyssenet et François Imbert), Paris : Centre de sociologie urbaine, 1975.
- Équipements collectifs, structures urbaines et consommation sociale (avec Edmond Preteceille et Paul Rendu), Paris : Centre de sociologie urbaine, 1975.
- Espace social et espace culturel. Analyse de la distribution socio-spatiale des équipements culturels et éducatifs en région parisienne (avec Paul de Gaudemar), Paris : Centre de sociologie urbaine, 1979.
- Espace des équipements collectifs et ségrégation sociale (avec Paul Rendu), Paris : Centre de sociologie urbaine, 1981.
- Ségrégation urbaine (avec Paul Rendu et Edmond Preteceille), Paris : Anthropos, 1986.
- Des sociologues sans qualités ? Pratiques de recherche et engagements, sous la direction de Delphine Naudier et Maud Simonet, Paris, La Découverte, 2011.
- Altergouvernement (ouvrage collectif[6]), Le Muscadier, 2012. ISBN: 979-1090685000

### Cu Michel Pinçon
- Dans les beaux quartiers, Paris Seuil, coll. « L'Épreuve des faits », 1989.
- Quartiers bourgeois, quartiers d'affaires, Paris : Payot, coll. « Documents Payot », 1992.
- La Chasse à courre. Ses rites et ses enjeux, Paris : Payot, coll. « Documents Payot », 1993.
  - Réédition coll. « Petite bibliothèque Payot », 2003.
- Grandes Fortunes. Dynasties familiales et formes de richesse en France, Paris : Payot, coll. « Documents Payot », 1996. 
  - Réédition augmentée coll. « Petite bibliothèque Payot », 2006.
  - Réédition coll. « Petite bibliothèque Payot », 1998.
- Voyage en grande bourgeoisie, Paris : Presses universitaires de France, coll. « Sciences sociales et sociétés », 1997. 
  - Réédition coll. « Quadrige » n°380, 2002. Réédition actualisée 2005.
- Les Rothschild. Une famille bien ordonnée, Paris : La Dispute, 1998.
- Nouveaux patrons, nouvelles dynasties, Paris : Calmann-Lévy, 1999.
- Sociologie de la bourgeoisie, Paris : La Découverte, coll. « Repères » n°294, 2000. Rééditions actualisées 2003 et 2007.
- Paris mosaïque. Promenades urbaines, Paris : Calmann-Lévy, 2001.
  - Paris. Quinze promenades sociologiques, Paris : Payot, 2009. Réédition fortement remaniée.
  - Réédition coll. « Petite bibliothèque Payot » n°926, 2013.
- Le Cas Pinochet. Justice et politique, Paris : Syllepse, coll. « Arguments-Mouvements », 2003.
- Sociologie de Paris, Paris : La Découverte, coll. « Repères » n°400, 2004. Réédition actualisée 2008.
- Châteaux et châtelains. Les siècles passent, le symbole demeure, Paris : Anne Carrière, 2005.
- Les Ghettos du gotha. Comment la bourgeoisie défend ses espaces, Paris : Seuil, 2007. ISBN: 978-2-7578-1745-2
  - Réédition Paris : Points, 2010.
- Les Millionnaires de la chance. Rêve et réalité, Paris : Payot, 2010.
  - Réédition coll. « Petite bibliothèque Payot » n°836, 2011.
- Le Président des riches. Enquête sur l'oligarchie dans la France de Nicolas Sarkozy, Paris : La Découverte, 2010. ISBN: 978-2-35522-018-0
  - Réédition augmentée coll. « La Découverte Poche. Essais » n°353, 2011.
- L'Argent sans foi ni loi, Paris : Éditions Textuel, 2012. ISBN: 978-2845974449
- La violence des riches - Chronique d'une immense casse sociale, Zones, 2013.
- Riche, pourquoi pas toi ?, mis en bande dessinée par Marion Montaigne, Paris : Dargaud, 2013.
- Pourquoi les riches sont-ils de plus en plus riches et les pauvres de plus en plus pauvres ?, illustré par Etienne Lécroart, Paris, La Ville Brûle, 2014.
- C'est quoi être riche ? Entretiens avec Emile, illustré par Pascal Lemaître, Paris, Edition de l'Aube, 2015.
- Tentative d'évasion (fiscale), Zones, 2015.